# 貝赫莫特

《巨兽与海魔》（《约伯记》插图，威廉·布莱克作）

貝赫莫特（Behemoth，也译作貝西摩斯、巨兽或比蒙）是聖經記載的神话生物。在希伯來文中称作「בהמות」（Behemot/B'hemot），意为「群兽」，暗指它形体十分龐大，群兽相合才能与其并论。贝赫莫特也指貪婪的惡魔。

## 经文出处

### 圣经旧约
和利维坦类似，《希伯来圣经》中对贝赫莫特的记载最为详尽：
|  | 你去看看河馬，我造了你，也造了牠，牠吃草如牛一樣。你看，牠的力量在腰間，牠的能力在肚腹的肌肉上。牠的尾巴彎下，好像雪松，牠大腿的筋糾結在一起。牠的骨頭好像銅管，牠的硬骨有如鐵杖。牠在上帝的作為中居首，只有造牠的主能拿劍走近牠。群山為牠生出食物，野地的走獸都在牠那裏玩耍。牠躺在棗蓮下，臥在蘆葦叢生的隱密處和沼澤裏。棗蓮蔭庇牠，溪旁的楊樹環繞牠。就算河水泛濫，牠也不慌張逃跑，約旦河的水漲到牠的口邊，牠還是泰然自若。誰能到牠眼前捉拿牠？誰能用鈎穿透牠的鼻子？」（《圣经·约伯记》第四十章十五到二十四節）。 |

除了尾巴如香柏树，这一描绘与河马都较符合，因而和合本的译者就直接以「河马」指称贝赫莫特。在威廉·布莱克所绘的《约伯记》插图中，贝赫莫特形狀類似河馬，嘴生獠牙，人耳狮尾。

### 次经
贝赫莫特是陆上最大的生物，每天能吞食一千座山峰。因为它饕餮无厌，上帝仅造了一只（一说原有一对，后上帝将雌兽杀死）。照《次经》记载，贝赫莫特與利维坦（Leviathan）都在创世第五天诞生：
|  | 在第五日，汝对那七分之一有水聚集的部分说，应有动物、飞禽和鱼类：事儿就这么成了。对于毫无生命的死水依照神的诫命产生生命这件事，所有人都得赞颂您的伟绩。而后汝挑选两只动物，其一汝称作贝赫莫特，另一称作利维坦。并且将它们彼此分开：对那七分之一，即是，有水聚集的那部分，或许容它们不下。对于贝赫莫特汝给一部分，就是在第三天里被弄干的那部分，它就住在那里，那里有一千座山。而对于利维坦汝给那七分之一部分，即是，那潮湿之处；并命它吞噬汝所厌弃的，在恰当时候。”（《次经·以斯拉下》第6章第47至52节） |

### 伪经
伪经《以诺一书》中给出了更具体的栖息地：
|  | 并且在那日两只怪兽被分开，雌的那一只叫利维坦，居住在海水喷涌如泉之处的深渊里；雄的那只叫贝赫莫特，藏身于一处隐蔽的、名为丹代恩的沙漠，那是在伊甸园之东。”（《以诺一书》第60章第7至8节） |

### 其它
弥尔顿《失乐园》第七章中也有提及贝赫莫特，创造的时间改到了第六天。旧约解经书《米大示》称贝赫莫特为無敵無類的生物，只有耶和华的剑才能杀死它。那時候巨獸（贝赫莫特）和海魔（利维坦）將會大戰，最後同歸於盡，與巨鳥（席茲）一起成為聖潔者的食物。另有一種說法它們都將被投入深淵。
在犹太曆四月夏至的时候，贝赫莫特的精神气力都达到一年的高峰。那时它会后足着地，怒吼嘶鸣，声震寰宇。虎豹豺狼受其威慑，全年都不敢肆意捕猎，许多弱小生物得以逃过一劫。

## 後世發展
後世逐漸给贝赫莫特加上了惡魔的特性。法國惡魔學家亨利·布戈和俄國神秘学家海倫娜·布拉瓦茨基夫人都將它看作黑暗與邪惡的象征，撒旦的爪牙。巨獸的外形也逐漸變化。最常見的版本为腹滾肚圆，雙足站立的大象，變體為鲸魚、狗、狐狸、狼等等。它當了地獄的看守，也常主持盛大的宴会，在幽冥地府還以歌喉聞名。
美國策略遊戲魔法门之英雄无敌III里，比蒙是Stronghold种族的最高级兵种。

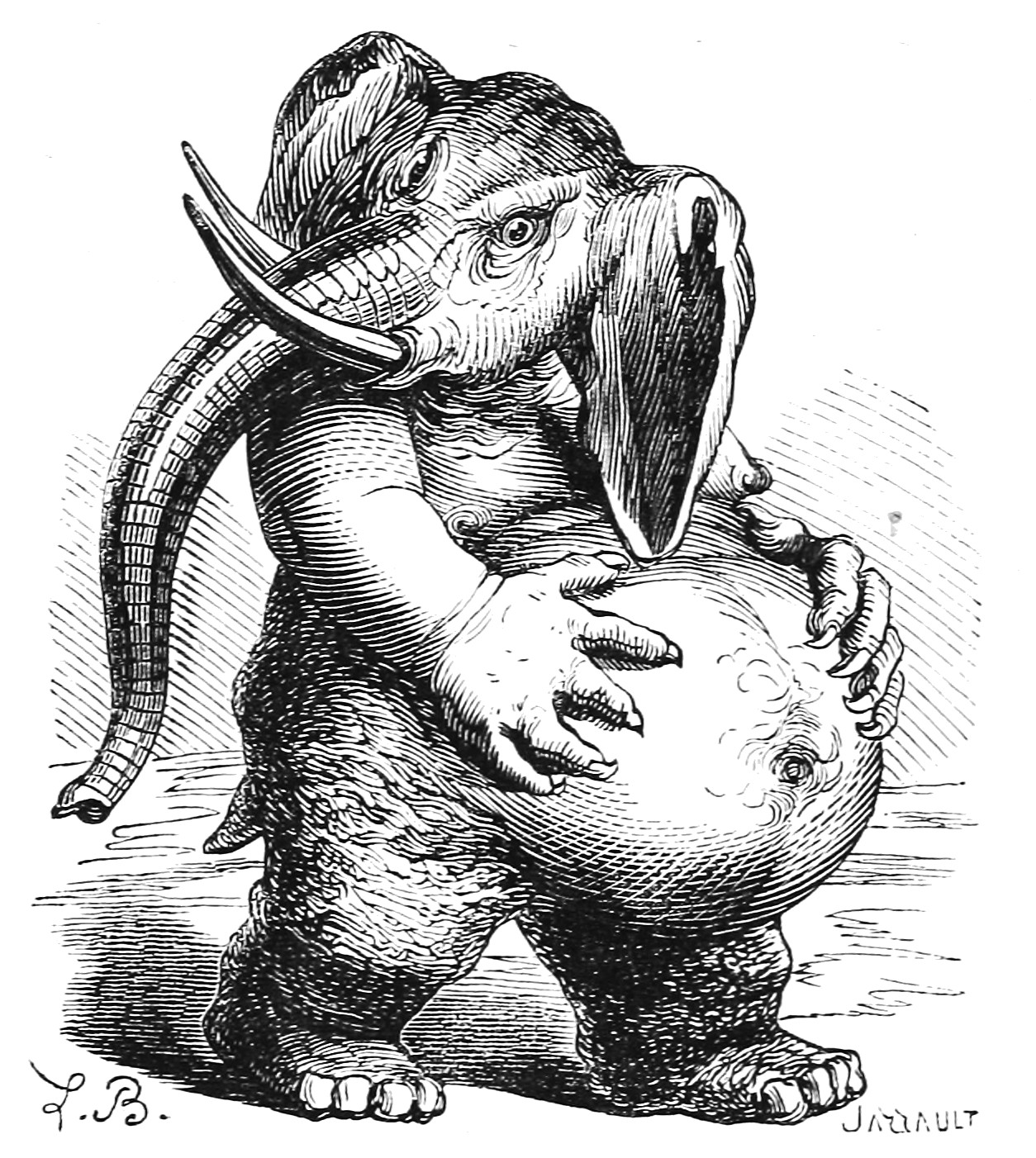
地獄辭典的插圖

## 伊斯兰教
伊斯兰传统中，比蒙即巴哈姆特，阿拉伯文为بهيموث（Bahīmūth）或بهموت（Bahamut），是承托陆地的怪物。在波斯，它则与赫哈由许等同。

## 大眾文化中
- 聖鬥士星矢 THE LOST CANVAS 冥王神話中的冥鬥士 天孤星 貝希莫斯 維奧雷特。
- 獵獸神兵中的第26號部隊「擬神兵部隊」之隊員亞瑟，擬神兵型態為「陸地巨獸 貝希摩斯」、頭部類似鯊魚的巨獸。